# Щёголев, Сергей Никифорович
Серге́й Ники́форович Щёголев (1 октября 1862 года, Киев, Российская империя — между 19 и 25 мая 1919 года, Киев, УССР) — политический публицист, врач, благотворитель, государственный чиновник и общественно-политический деятель Российской империи.
Окончил медицинский факультет Императорского университета Святого Владимира (1890). Уездный врач Бердичевского уезда (1891—1907). Ординарный врач городского лазарета при Киевском Михайловском монастыре (1914). Главный врач киевского госпиталя № 5 Всероссийского земского союза по оказанию помощи больным и раненым воинам (1914—1917) , член его ликвидационной комиссии (1917—1919).
С 1894 года — на государственной службе. Инспектор по делам печати по городу Киеву в Киевском управлении по делам печати (1909). Действительный статский советник (1913). Военный цензор Киевского военного округа (1916).
Член Киевского клуба русских националистов (1908). Исследователь феномена «украинского сепаратизма», известен благодаря работам «Украинское движение как современный этап южнорусского сепаратизма» (1912) и «Современное украинство. Его происхождение, рост и задачи» (1913, 1914).
Жертва красного террора, расстрелян в мае 1919 года Киевской ЧК в числе большой группы бывших членов Киевского клуба русских националистов.

## Биография

### Первые годы
По архивным данным известно, что он родился 1 октября 1862 года в дворянской семье православного вероисповедания и был сыном духовного писателя и педагога Никифора Ивановича Щёголева (1825—1884). Учился и окончил одну из киевских гимназий, у исследователей нет точных данных, какую именно. К поступлению в университет Сергея готовил преподаватель Капитон Молчанов. Во время этой подготовки Сергей полюбил дочь преподавателя Молчанова, Лидию Капитоновну, стал за ней ухаживать. После того, как она сдала в гимназии выпускные экзамены, Щёголев сделал ей предложение В 1891 году в семье Сергея и Лидии Щёголевых родился сын, вероятнее всего, не являвшийся единственным ребёнком в семье.

### Врачебная деятельность

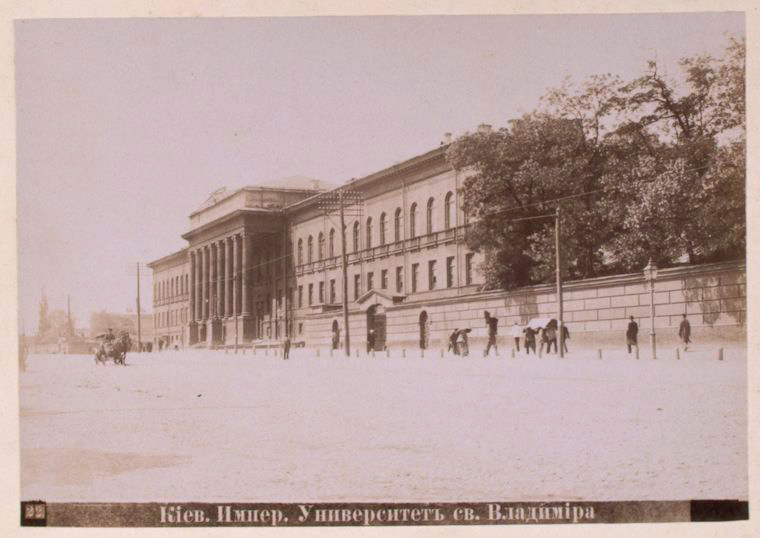
Императорский университет святого Владимира в Киеве, рубеж XIX—XX веков

В 1890 году закончил медицинский факультет Университета Святого Владимира в Киеве. Согласно данным, приводимым автором энциклопедии о «Киевском клубе русских националистов», украинским доктором экономических наук Тимуром Кальченко, после окончания университета Щёголеву предлагали остаться профессорским стипендиатом в университете, но он избрал на своём начальном этапе путь провинциального врача. С 1894 по 1907 год работал сельским врачом Бердичевского уезда. В 1907 году вернулся в Киев, чтобы дать воспитание своим детям.

### Государственная служба
18 июня 1894 года принят на государственную службу. В 1904 году получил назначение непременным членом Бердичевской уездной управы по делам земского хозяйства. С 1907 года занимал должность младшего сверхштатного чиновника для особых поручений при киевском губернаторе. Позже состоял делопроизводителем Киевского губернского по промысловому налогу присутствия. В 1909 году получил должность инспектора по делам печати по городу Киеву в Киевском управлении по делам печати, в котором отвечал за цензуру изданий на иностранных языках.
В цензурном ведомстве чиновник быстро зарекомендовал себя грамотным специалистом. С учётом специальных навыков цензора при рассмотрении рукописей (в частности, знание польского и украинского языков) а также большие объёмы работы, Щёголеву было назначено годовое жалование в 2 тысячи рублей (при этом большинство цензоров получало не более 1,5 тысяч рублей). По характеристикам своих коллег и единомышленников, он мог раскрыть любые замыслы сепаратистов, вражеские информационные провокации, придраться к любому литературному или публицистическому произведению, которое могло бросить хотя бы минимальную тень на власть.
В феврале 1909 года Щёголев запретил «Повести и рассказы» (укр. «Повісті й оповідання») Владимира Винниченко, изданные во Львове в 1903 году, которым инкриминировал призывы «против отбывания воинской повинности, неуважение к Верховной власти, восхваление дезертирства». В этом же месяце им было запрещено произведение Петра Карманского «Блудные Огни» (укр. «Блудні Огні»), изданное во Львове в 1907 году, которому он дал следующую характеристику: в нём «автор оплакивает страдания порабощённой Украины под ярмом тирании». В «Исторических песнях» (укр. «Історичних піснях»), изданных во Львове в 1908 году, которые планировалось распространить в Надднепрянской Украине, Щёголев выявил «призыв к борьбе за самостоятельность Малороссии, возбуждение у малороссиян враждебных чувств к великороссам».
К галицким периодическим изданиям, которые имели незначительное распространение на территории Украины в пределах Российской империи, Щёголев практиковал избирательные изъятия номеров или отдельных материалов. Однако, когда у него собралось достаточно доказательств для оценки венской социал-демократической газеты «Правда» (являвшейся в 1909 году органом Украинского социал-демократического союза «Спілка») как «журнала, который является лейб-органом наших украинцев-автономистов и полон злобы, лжи и клеветы по адресу России», Щёголев по согласованию с Главным управлением по делам печати запретил его в России полностью.
В декабре 1909 года Щёголев подготовил докладную записку «О польских и малорусских просветительных обществах с 7 уставами». Киевским генерал-губернатором Алексеем Гирсом записка Щёголева была отвезена в Санкт-Петербург, представлена премьер-министру Российской империи Петру Столыпину и стала основанием для появления циркуляра за подписью Столыпина от 20 января 1910 года, направленного на ограничение деятельности «инородческих» культурно-просветительских организаций. На основании докладной записки Щёголева от 1 апреля 1910 года, в которой им было проанализировано двенадцать изданий Киевского общества «Просвита», решением киевской администрации от 8 апреля 1910 года это общество было закрыто как «угрожающее общественному покою и безопасности».
По согласованию с Главным управлением печати Щёголев 27 апреля 1913 года был назначен директором Мариинского детского приюта и избран членом Киевской губернской опеки приютов. В июле 1913 года его кандидатура была подана от Ведомства учреждений императрицы Марии на высшую государственную награду.
6 декабря 1913 года Щёголеву был присвоен гражданский чин действительного статского советника.

### Общественно-политическая деятельность
В 1908 году вступил в только что созданный Киевский клуб русских националистов.
С начала XX века по собственной инициативе занимался исследованиями «украинского вопроса», истоков украинского национального движения, именуемого им «южнорусским сепаратизмом». Служба цензором помогла ему в этих исследованиях, так как он имел доступ к австрийским, германским и местным подпольным изданиям. В 1912 году для газеты «Киевлянин» им был подготовлен цикл статей под заголовком «Южнорусский сепаратизм» и в этом же году в Киеве им была издана объёмная публицистическо-исследовательская книга «Украинское движение как современный этап южнорусского сепаратизма». В 1913 и 1914 годах двумя изданиями, общий тираж которых составил около 5 тысяч экземпляров, вышла новая, более краткая работа Щёголева на эту же тему: «Современное украинство. Его происхождение, рост и задачи», рассчитанная на широкого читателя и носившая более популярный и публицистический характер.
Работы Щёголева привлекли значительное внимание читающей публики и прессы в Российской империи и за её пределами, вокруг них сформировалась активная дискуссия. С критикой работ Щёголева выступили деятели украинофильского толка, в частности, в 1913 году в номере 2-го издания «Украинская жизнь» литературовед и публицист Сергей Ефремов опубликовал статью о книге Щёголева с названием «Благородный осведомитель», а в 1915 году в номере 11 «Украинской жизни» статью с критическим отрицанием положений Щёголева выступил главный редактор журнала Симон Петлюра.

### В годы Первой мировой войны

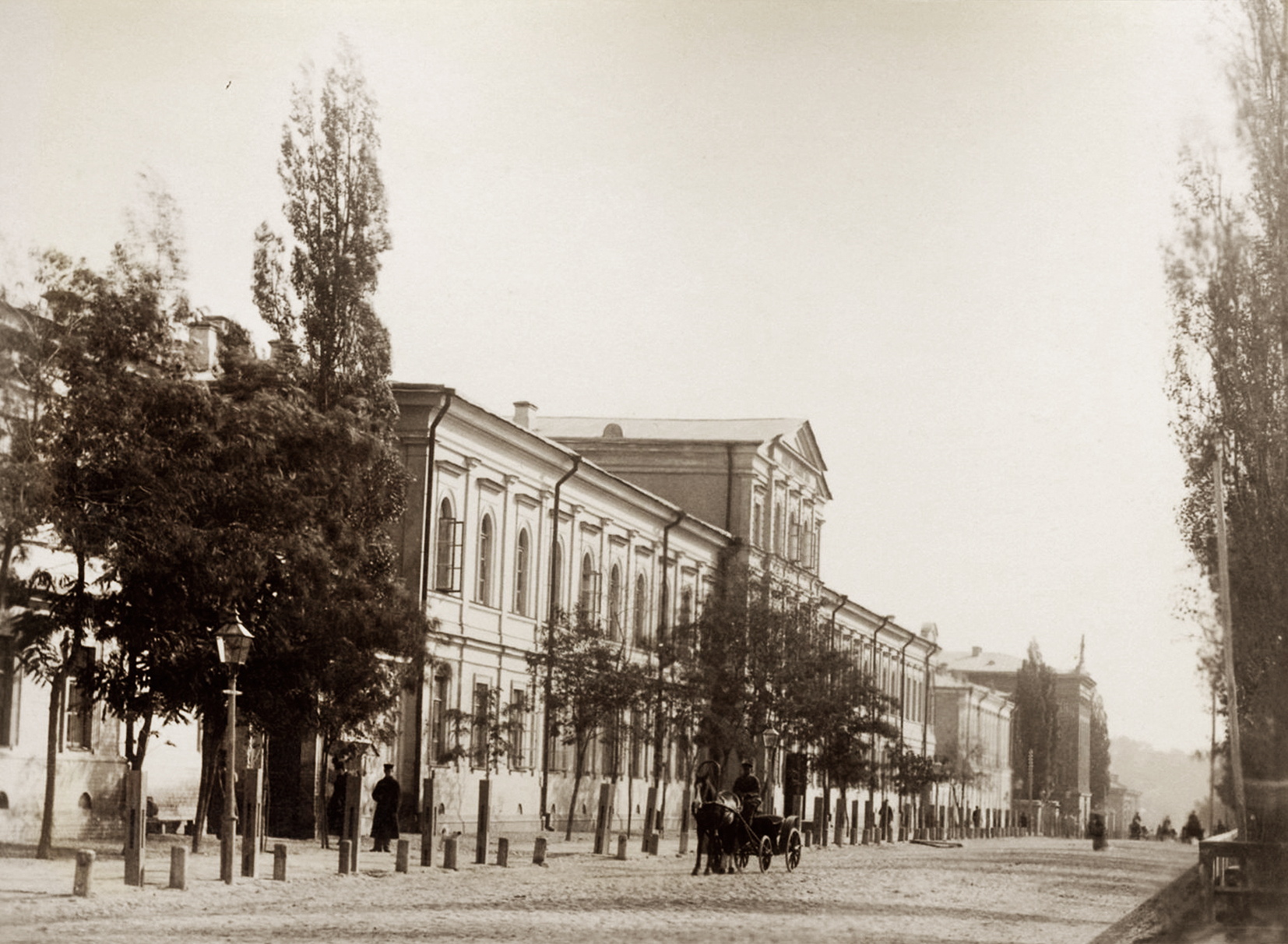
Здание Второй Киевской гимназии, в 1914-1917 годах — госпиталя № 5 Всероссийского земского союза

С началом Первой мировой войны Щёголев, несмотря на свой высокий чин действительного статского советника, как истинный, по оценке украинского историка И. А. Коляды, патриот Российской империи и как врач принял решение быть полезным в работе по лечению раненых, поступающих с фронта. С 4 сентября по 31 октября 1914 года он являлся старшим ординарным врачом городского лазарета при Киевском Михайловском монастыре. С 1 ноября 1914 по 26 декабря 1917 года служил старшим врачом госпиталя № 5 Всероссийского земского союза по оказанию помощи больным и раненым воинам. В марте 1916 года «за полезную деятельность в звании главного врача» он был награждён орденом Святого Владимира.
Врачебную деятельность в период войны Щёголев продолжал совмещать с работой в Киевском временном комитете по делам печати. 23 февраля 1916 года его, как первоклассного специалиста, пригласили также на должность военного цензора Киевского военного округа. Последний обнаруженный исследователями документ цензора Щёголева датирован декабрём 1916 года.

### В годы Гражданской войны

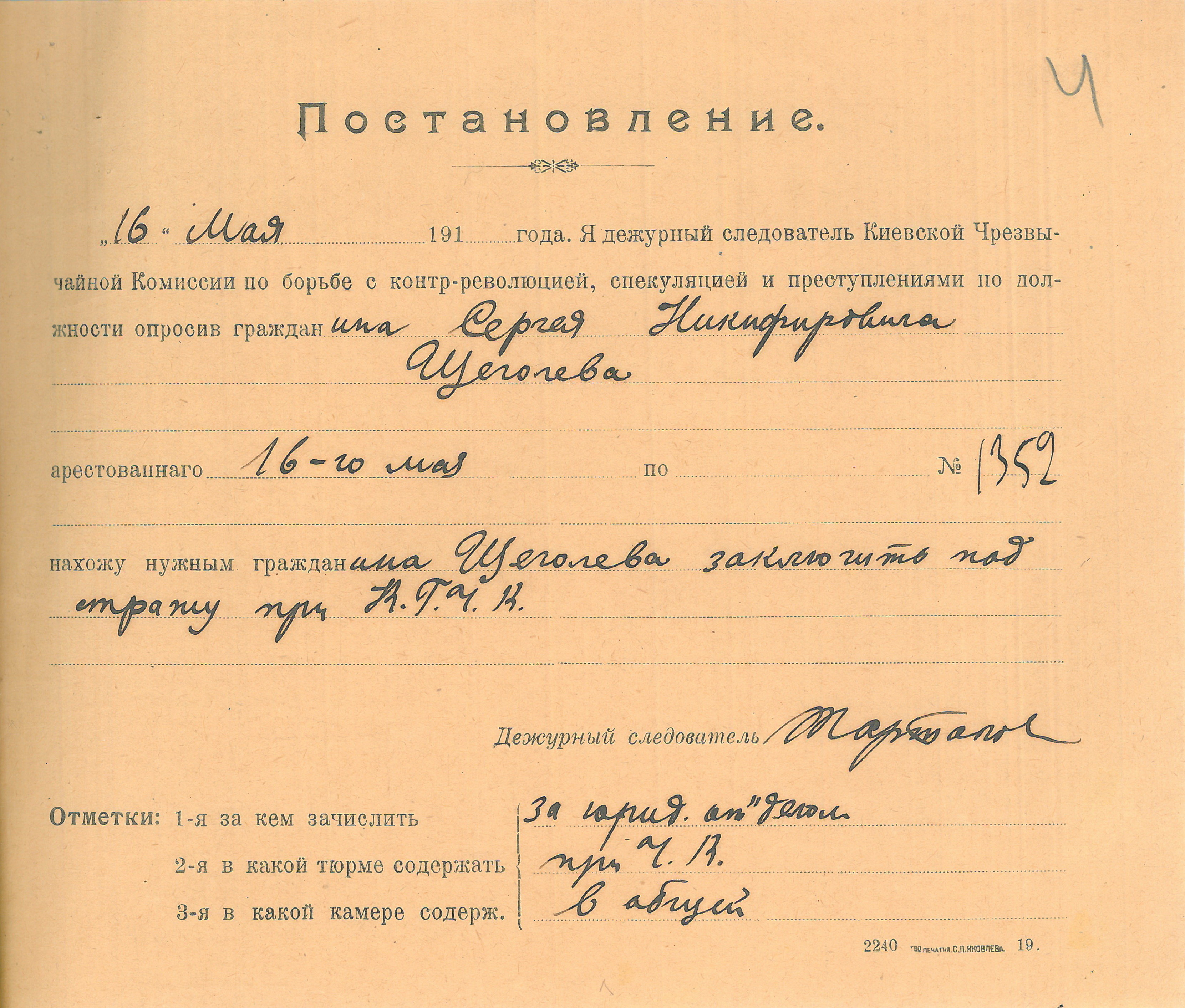
Постановление об аресте Сергея Щёголева 16 мая 1919 года

С ноября 1917 по январь 1919 года Щёголев возглавлял ликвидационное бюро госпиталя № 5.
В 1918 году Щёголев переписывался с деятелем Центральной рады Василием Науменко и жертвовал средства на созданное Науменко Общество грамотности.
В занятом большевиками Киеве Щёголев с марта 1919 года работал в системе Народного комиссариата охраны здоровья УССР. 16 мая 1919 года арестован Киевской губернской Чрезвычайной комиссией (ЧК) как бывший член Киевского клуба русских националистов (ККРН). По данным Кальченко, Щёголев на допросе в ЧК свидетельствовал о своей лояльности большевикам и заявлял о готовности «посвятить свои силы на укрепление этой власти».

### Расстрел
Точная дата смерти Щёголева неизвестна. Между 19 и 25 мая 1919 года он был расстрелян по приговору Особой комиссии Киевского ЧК в числе большой группы русских интеллигентов, членов ККРН. Ряд исследователей называют датой смерти день 19 мая. В Энциклопедии истории Украины как дата смерти Щёголева приводится день 22 мая. Наиболее подробные сведения о приговоре и расстреле Щёголева указывает Кальченко в соавторстве с санкт-петербургским историком, кандидатом исторических наук А. Чемакиным, которые пишут, что заседание ЧК, на котором были приговорены к смерти С. Н. Щёголев, А. П. Бобырь, И. Ф. Моссаковский, Н. Н. Раич, Г. И. Приступа, П. Я. Армашевский и ряд других членов ККРН, состоялось 19 мая 1919 года, и состав заседающих был следующим: глава Киевской губернской ЧК Дегтяренко (председатель), Шуб (секретарь), глава Всеукраинской ЧК Лацис, Яковлев, Шварцман, Савчук, Угаров, Гринштейн. Авторы уточняют, что большинство членов ККРН погибло в 3 часа ночи 22 мая.
В передовой статье газеты «Большевик» от 25 мая 1919 года был опубликован список, в котором были перечислены те «члены монархических организаций», кто «в порядке проведения в жизнь красного террора по постановлению Киевской чрезвычайной комиссии … за последнее время» были расстреляны. Это список замыкал «Щёголев С. Н., домовладелец, землевладелец, член Временного комитета по делам печати, черносотенный публицист».
Всё имущество расстрелянного Щёголева было конфисковано.

## Оценки и критика

### Современники
Критика деятельности Щёголева группировалась преимущественно вокруг его работ по «украинскому движению». На страницах журнала «Украинская жизнь» негативно отзывались о нём деятели украинофильского лагеря, в частности Сергей Ефремов в 1913 году и Симон Петлюра в 1915 году. Они акцентировали внимание на том, что Щёголев в прошлом был врачом, и утверждали, что у него «от медицины сохранилась лишь страсть к медицинской терминологии в своих „литературных упражнениях“», недвусмысленно намекая, что, по их мнению, как врачом, так и учёным в области языкознания Щёголев был посредственным.
Вождь советского государства Владимир Ленин сформировал конспект книги Щёголева, в котором дал автору следующую характеристику: «Zitatensack (мешок цитат) сыщика! Ругает всё польское с слюной у рта, а сам пишет с полонизмами… Пишет неграмотно… Невежда… Черносотенец бешеный! Ругает украинцев гнусными словами!».

### Исследователи
За Щёголевым с подачи Ленина в советской историографии закрепился идеологемный ярлык «невежда», использовавшийся в дальнейшем также другими исследователями.
Украинский профессор, доктор исторических наук И. А. Коляда оценил личность «специалиста по украинскому сепаратизму» Сергея Щёголева как чрезвычайно неординарную и противоречивую. По мнению учёного, в нём сочетался высококвалифицированный цензор-профессионал, «украинофоб», самоотверженный врач и благотворитель, активный общественно-политический деятель. Основой профессиональной, публицистической и общественно-политической деятельности Щёголева как чиновника цензурного ведомства являлось убеждение о необходимости сохранения самодержавного строя и «единой неделимой России». Для украинских национально-культурных деятелей он стал достойным соперником, одним из тех, кто смог бороться с украинофилами-сепаратистами не только административными, но и интеллектуально-информационными методами. Аналогичное по содержанию мнение выразил украинский доктор исторических наук Ф. Я. Ступак.
Российский историк, кандидат исторических наук О. А. Гром отметил ключевую роль Щёголева в закрытии в 1910 году в Российской империи ведущей украинской культурно-просветительской общественной организации «Просвита».

## Награды
- Орден святого Станислава 3-й степени (1905)[5]
- Медаль «В память царствования императора Александра III»[5]
- Медаль «В память 300-летия царствования дома Романовых» (1913)[5]
- Орден Святого Владимира 3-й степени (1916)[14]

## Публикации
- Щёголев С. Н. Украинское движение как современный этап южнорусского сепаратизма = Украинское движеніе какъ современный этапъ южнорусского сепаратизма. — книга. — Киев: Типографія И. Н. Кушнеревъ и Ко, 1912. — 588 с.
- Щёголев С. Н. История «украинского» сепаратизма / Сост. М. Б. Смолин. — Имперская традиция, 2004. — 472 с. — (Православный центр имперских политических исследований). — 2000 экз. — ISBN 5-89097-062-3.
- Щёголев С. Н. Современное украинство : Его происхождение, рост и задачи = Современное украинство : Его происхождение, рост и задачи. — книга. — Киев: Типографія И. Н. Кушнеревъ и Ко, 1913, 1914. — 160 с. — 7000 экз.

### Воспоминания, критика современников
- Ефремов С. А. Благородный осведомитель // Украинская жизнь. — 1913. — № 2. — С. 85−98.
- Петлюра С. В. «Скорочене» викривання українства паном Щоголєвим // В кн.: Петлюра С. Статті. — Киев, 1993. — С. 123-135.
- Ленин В. И. Щёголев С. Н. Украинское движение как современный этап южнорусского сепаратизма // Ленинский сборник XXX / под ред. В. В. Адоратского, В. М. Молотова, М. А. Савельева, В. Г. Сорина. — Институт Маркса Энгельса Ленина при ЦК ВКП (б). — Партиздат ВКП(б), 1937. — Т. 30. — С. 10-22. — 330 с. — 25 395 экз.
- Священник Михаил Едлинский, священник Георгий Едлинский. Любящее Господа сердце: Труды. Проповеди. Воспоминания. — книга. — Киев: Дух і літера, 2004. — С. 288, 292. — 480 с. — ISBN 966-7888-62-2.

### Научные исследования
- Кальченко Т. В., Чемакин А. А. Красный террор и ликвидация Киевского клуба русских националистов (весна — лето 1919 г.): факты и версии // Русин. — 2018. — Т. 51, № 1. — С. 198–218.
- Коляда І. А. «Благородный осведомитель»: штрихи до портрета київського цензора Сергія Никипоровича Щоголєва (укр.) // Проблеми історії України ХІХ — початку ХХ ст.. — 2012. — Вип. 20. — С. 354—363.
- Любченко В. Б. Щоголєв Сергій Никифорович (укр.) // Енциклопедія історії України : у 10 т.  / редкол.: В. А. Смолій (голова) та ін. ; Інститут історії України НАН України. — Киев: Наукова думка, 2013. — Т. 10 : Т — Я.. — С. 687. — ISBN 978-966-00-1359-9.
- Ступак Ф. І. С. Щоголєв: лікар і цензор (укр.) // Scientific and Theoretical Almanac Grani. — 2014. — № 8 (112). — С. 153—156. — ISSN 2077-1800.
- Сулима-Камінська І. В. «Благородный осведомитель» і українська інтелігенція: суспільна реакція на книги київського цензора С. Щоголєва (укр.) // Роль визначних особистостей — митців, діячів науки та культури у процесі формування національної самосвідомості наприкінці XIX — на початку XX ст. : матеріали VII-VIII наук. семінарів : до дня народження М.П. Старицького  / упоряд.: Н. Г. Грабар, О. Я. Мокану; вступ. ст.: Н. Г. Грабар,  Музей видатних діячів укр. культури Л.Українки, М.Лисенка, П.Саксаганського, М.Старицького. — Київ: Київський ун-т, 2013. — С. 163—170.
- Гром О. А. Украинские культурно просветительские организации в Российской империи 1905-1914 гг. // Украинский кризис: истоки, тенденции и уроки. Материалы круглого стола (2 ноября 2015 г., Ростов-на-Дону). — Ростов-на-Дону: Изд-во ЮНЦ РАН, 2015.
- Matishov G. G., Grom O. A. Ukrainian National Movement and State Power in Late Imperial Russia, 1905–1914 (англ.) // Былые годы. Российский исторический журнал. — Сочинский государственный университет (Сочи), 2017. — No. 43 (1). — P. 227—237. — ISSN 2073-9745.
- Книжное дело в России во второй половине XIX-начале XX вв. — сборник научных трудов. — 2006. — Т. 13. — С. 264. — 400 экз. — ISBN 5-8192-0272-4.
- Кальченко Т. В. Киевский клуб русских националистов : историческая энциклопедия. — Киев: Киевские ведомости, 2008. — 414 с. — ISBN 978-966-2086-00-3.

### Другие
- Щербина В. Р. Актуальные проблемы современного литературоведения. — Гос. изд-во худож. лит-ры, 1961. — С. 105. — 470 с.
- Шахнович М. И. Ленин и проблемы атеизма: критика религии в трудах В. И. Ленина. — Издательство Академии наук СССР, 1961. — С. 61. — 670 с.
- Дашкевич Я. Р. Дві рецензії. 1) Чи існує український сепаратизм (з приводу перевидання книжки Миколи Ульянова «Происхождение украинского сепаратизма" — Москва, 1996.) (укр.) // Українськи проблеми : журнал України та діяспори. — 1998. — Вип. 2 (17). — ISSN 142-151.